# Macutula
Genre
Macutula est un genre d'araignées aranéomorphes de la famille des Salticidae.

## Distribution
Les espèces de ce genre sont endémiques du Brésil. Elles se rencontrent dans les États du Pernambouc et de Bahia.

## Liste des espèces
Selon World Spider Catalog (version 18.0, 17/04/2017) :
- Macutula aracoiaba Ruiz, 2011
- Macutula caruaru Ruiz, 2011
- Macutula santana Ruiz, 2011

## Publication originale
- Ruiz, 2011 : Description of Macutula, a new genus of jumping spiders from northeastern Brazil (Araneae: Salticidae: Amycoida). Zootaxa, no 2785, p. 53-60.